# Song Yŏng (Schriftsteller, 1903)
Song Yŏng (* 24. Mai 1903 in Seoul, Südkorea; † zwischen 1977 und 1979 in Nordkorea) war ein koreanischer Schriftsteller.

## Leben
Song Yŏng wurde am 24. Mai 1903 in Seoul, Südkorea geboren. Er war einer der wichtigsten Dramatiker des proletarischen Lagers während der Kolonialzeit. Nach seiner Schulzeit verfasst er Kurzgeschichten und Theaterstücke für das Magazin Yŏmgun (염군|焰群), die jedoch nie veröffentlicht wurden. 1922 ging er nach Japan, um dort als Fabrikarbeiter zu arbeiten. Seine Erfahrungen dort hielt er später in Werken wie Die Gerechtigkeit und die Leinwand (정의와 칸바스) und Der Opium-Abhängige (아편쟁이) fest. 
Sein offizielles literarisches Debüt hatte er im Juli 1925, als er sein Werk Die anwachsende Menge (늘어가는 무리) in dem Magazin Kaebyŏk (개벽) unter dem Pseudonym Song Tong-ryang (송동량|宋東兩) veröffentlichte. Er war ein Mitglied der KAPF (조선프롤레타리아예술가동맹) und besonders geschickt darin, Klassenkonflikt zu dramatisieren, weswegen er als ein Pionier des proletarischen Theaters in Korea angesehen wurde. Nach der Auflösung der KAPF verfasste er weiterhin Stücke für zwei bekannte Theatergruppen und etwa fünfzig seiner Werke wurden während dieser Zeit aufgeführt. 
Seine Theaterstücke können in drei Gruppen unterteilt werden. Der ersten Gruppe gehören die Stücke an, die er in den späten 1920ern verfasste. Typischerweise sind diese Einakter, die in einer aufrichtigen Art und Weise das Bedürfnis des Autors darstellen, dem Publikum Klassenbewusstsein einzuflößen. Gerechtigkeit und Leinwand und Der Opium-Abhängige fallen in diese Kategorie. 
Der zweiten Gruppe gehören die Stücke der frühen 1930er an, wie z. B. Verweigert alle Besucher (일체 면회를 사절하라), Selbstverteidigungskunst (호신술) und Der neue Vorsitzende (신임이사장). Die Bösewichte in diesen Satiren werden dazu gezwungen ihre Missetaten zu gestehen und offenbaren ein erhöhtes Bewusstsein für ihre eigene Performativität.
Der dritten Gruppe gehören die Stücke an, die er nach der Auflösung der KAPF für kommerziell geführte Theaterfirmen produzierte. Die Werke dieser Periode tendieren dazu, nicht das Level seiner früheren kritischen oder satirischen Werke zu erreichen und viele von ihnen sind reine Farce, mit zwei Ausnahmen, Der goldene Berg (황금산) und Die Familie Yun (윤씨일가).
Nach der Befreiung 1945 war er für kurze Zeit involviert im Bund für koreanische Dramatiker (조선연극동맹) und 1946 schloss er sich der ersten Welle von Schriftsteller an, die in den Norden auswanderten. In Nordkorea beteiligte er sich aktiv im öffentlichen Kunst und Kulturkreis und verfasste Theaterstücke, die der Parteilinie entsprachen. Benachbarte Häuser (나란히 선 두 집) ist ein Stück, das die Arbeitsproduktivität steigern sollte und Der Landrat von Kŭmsan (금산군수) stellt auf satirische Weise die politischen Verhältnisse in Südkorea zu der Zeit dar. Es wurde berichtet, dass er aufgrund einer chronischen Krankheit gestorben ist, jedoch ist nicht genau sicher wann genau, es wird jedoch vermutet, dass er zwischen 1977 und 1979 verstarb.

## Arbeiten

### Koreanisch
- 정의와 칸바스 Die Gerechtigkeit und die Leinwand (1925)
- 늘어가는 무리 Die anwachsende Menge (1925)
- 아편쟁이 Der Opium-Abhängige (1930)
- 일체 면회를 사절하라 Verweigert alle Besucher (1931)
- 호신술 Selbstverteidigungskunst (1931)
- 신임이사장 Der neue Vorsitzende (1934)
- 황금산 Der goldene Berg (1936)
- 윤씨일가 Die Familie Yun (1939)
- 자매 Schwestern (1949)
- 나란히 선 두 집 Benachbarte Häuser (1949)
- 금산군수 Der Landrat von Kŭmsan (1949)
- 그가 사랑하는 노래 Das Lied, das er liebte (1952)
- 강화도 Die Insel Kanghwa (1953)
- 밀림아 이야기하라 Millim, erzähl uns die Geschichte (1958)
- 불사조 Der Phönix (1959)